# Општина Кавадинешти (Галац)
Кавадинешти (рум. Cavadineşti) општина је у Румунији у округу Галац.
Oпштина се налази на надморској висини од 62 m.